# チヴィテッラ・デル・トロント
チヴィテッラ・デル・トロント（イタリア語: Civitella del Tronto）は、イタリア共和国アブルッツォ州テーラモ県にある、人口約4,900人の基礎自治体（コムーネ）。

## 地理

### 位置・広がり

#### 隣接コムーネ
隣接するコムーネは以下の通り。括弧内のAPはアスコリ・ピチェーノ県（マルケ州）所属を示す。
- アスコリ・ピチェーノ (AP)
- カンプリ
- フォリニャーノ (AP)
- サンテジーディオ・アッラ・ヴィブラータ
- サントメーロ
- ヴァッレ・カステッラーナ

## 行政

### 分離集落
チヴィテッラ・デル・トロントには、以下の分離集落（フラツィオーネ）がある。
- Borrano, Carosi, Cerqueto del Tronto, Collebigliano, Collevirtù, Cornacchiano, Favale, Fucignano, Gabbiano, Le Casette, Lucignano, Mucciano, Pagliericcio, Palazzese, Piano Risteccio, Piano San Pietro, Ponzano, Ripe, Rocche, Sant'Andrea, Sant'Eurosia, Santa Croce, Santa Maria, Santa Reparata, Tavolaccio, Valle Sant'Angelo, Villa Chierico, Villa Lempa, Villa Notari, Villa Passo, Villa Selva.

## 文化・観光
「イタリアの最も美しい村」クラブ加盟コムーネである。